# Plankkoutermolen
De Plankkoutermolen of Molen van de Plankkouter is een voormalige stenen korenwindmolen aan de Plankkouterstraat en de Groteweg in Overboelare in de Oost-Vlaamse gemeente Geraardsbergen in de Vlaamse Ardennen. De molen werd in 1788 gebouwd door Pieter Antoon Van Wijnendale. De stenen windmolen (bakstenen grondzeiler) heeft geen windgemaal meer en bestaat uit een stenen romp. De Plankkoutermolen werd in 1926 gedemonteerd. In 1945 brandde de molen uit; in 2014 werd hij gerestaureerd.